# Новокиївська сільська рада (Томаківський район)
| Новокиївська сільська рада — колишній орган місцевого самоврядування у Томаківському районі Дніпропетровської області з адміністративним центром у с. Новокиївка. Сільській раді підпорядковані населені пункти: - с. Новокиївка - с. Вільне - с. Добра Надія - с. Іллінка - с. Новокам'янка |

## Склад ради
Рада складається з 16 депутатів та голови.

## Керівний склад сільської ради
| ПІБ                         | Основні відомості                                                                      | Дата обрання | Дата звільнення |
| --------------------------- | -------------------------------------------------------------------------------------- | ------------ | --------------- |
| Медведок Наталія Миколаївна | Сільський голова, 1961 року народження, освіта, Всеукраїнське об'єднання «Батьківщина» | 26.03.2006   | 31.10.2010      |
| Медведок Наталія Миколаївна | Сільський голова, 1961 року народження, освіта вища, позапартійна                      | 31.10.2010   | 16.12.2012      |
| Нахман Ольга Ярославівна    | Сільський голова, 1980 року народження, освіта вища, член Партії регіонів              | 16.12.2012   |                 |

Примітка: таблиця складена за даними джерела